# Madonna del Belvedere

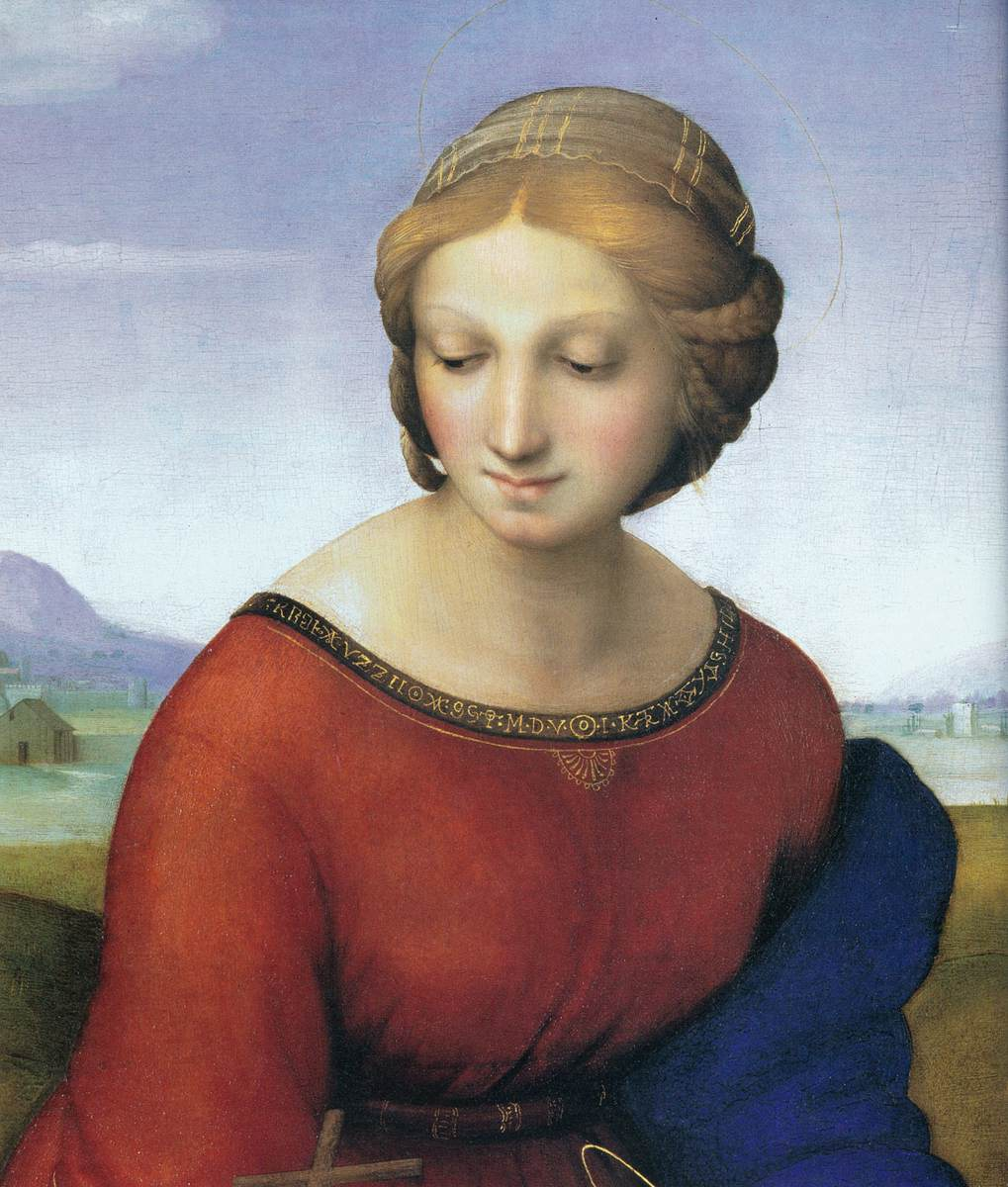
Dettaglio

La Madonna del Belvedere (o Madonna del Prato) è un dipinto olio su tavola (113x88 cm) di Raffaello Sanzio, datato 1506 e conservato nel Kunsthistorisches Museum di Vienna. La data M.D.VI. si trova sull'orlo dell'abito della Vergine.

## Storia
L'opera è generalmente indicata con uno dei due dipinti che Raffaello fece a Firenze per Taddeo Taddei (l'altro è forse la Sacra Famiglia con palma), visti da Vasari presso i suoi eredi a palazzo Taddei. Baldinucci riporta come l'opera venne ceduta a Ferdinando d'Austria, che la portò nel palazzo a Innsbruck. Nel 1663 finì nel Castello di Ambras e nel 1773 fu trasferita nelle collezioni imperiali a Vienna, al palazzo del Belvedere che le diede il nome con cui è nota. Il nome di Madonna del Prato deriva invece dal paesaggio.
L'opera è affine stilisticamente e nel soggetto alla Madonna del Cardellino (Uffizi) e alla Belle Jardinière (Louvre), con una serie di disegni preparatori e studi compositivi (Ashmolean Museum, Cabinet des Dessins...) che sono riferiti ora all'una, ora all'altra opera.

## Descrizione e stile
Immersi in un ampio paesaggio lacustre, dall'orizzonte particolarmente alto, si trovano la Madonna seduta, che regge tra le gambe Gesù Bambino, il quale sembra muovere i primi passi incerti della fanciullezza, e san Giovannino che, inginocchiato a sinistra, offre la croce astile, suo tipico attributo, al gioco dell'altro fanciullo. Nel gesto di Gesù che afferra la croce c'è un richiamo al destino del suo martirio.
La composizione, sciolta e di forma piramidale, con i protagonisti legati dalla concatenazione di sguardi e gesti, deriva con evidenza da modelli leonardeschi, come la Sant'Anna, la Vergine e il Bambino con l'agnellino, ma se ne distacca sostituendo, al senso di mistero e all'inquietante carica di allusioni e suggestioni, un sentimento di calma e spontanea familiarità. Al posto dei "moti dell'animo" reconditi, Raffaello mise in atto una rappresentazione dell'affettuosità, dove è ormai sfumata anche la tradizionale malinconia della Vergine, che premonisce il destino tragico del figlio.
Maria ha una posa contrapposta, con la gamba destra distesa lungo una diagonale, che trascina con sé il manto azzurro bordato d'oro; alla massa azzurra si contrappone quella rossa della veste. Il rosso rappresentava la Passione di Cristo e il blu la Chiesa, per cui nella Madonna vi era sottintesa l'unione della Madre Chiesa con il sacrificio di suo Figlio. Il suo busto è quindi ruotato verso destra, ma la testa e lo sguardo si dirigono invece in basso a sinistra, verso i fanciulli.
Il sole è sostituito dal volto della Vergine, che irradia il paesaggio circostante. È presente una netta linea di contorno tra i personaggi e il paesaggio che, a differenza della pittura leonardesca, viene posto in secondo piano.
Tra le varie specie botaniche raffigurate con cura, un altro stilema derivato da Leonardo, spicca a destra un papavero rosso: il colore, anche in questo caso, è un riferimento alla Passione, morte e resurrezione di Cristo.

## Altre immagini

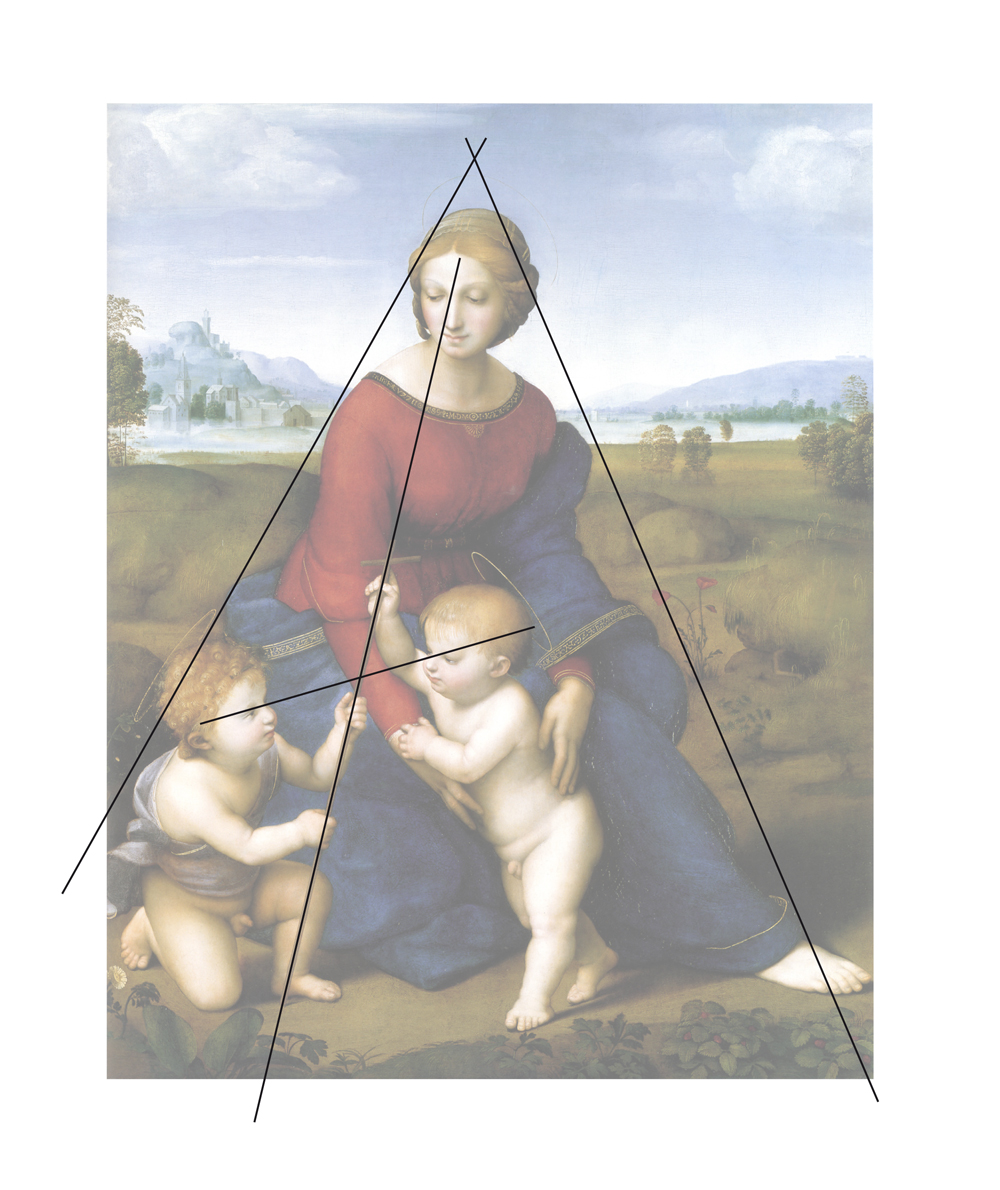
Composizione piramidale dell'opera
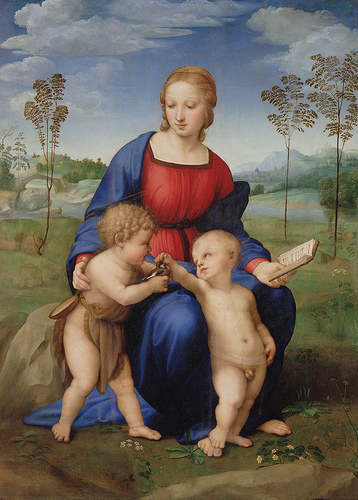
Madonna del Cardellino
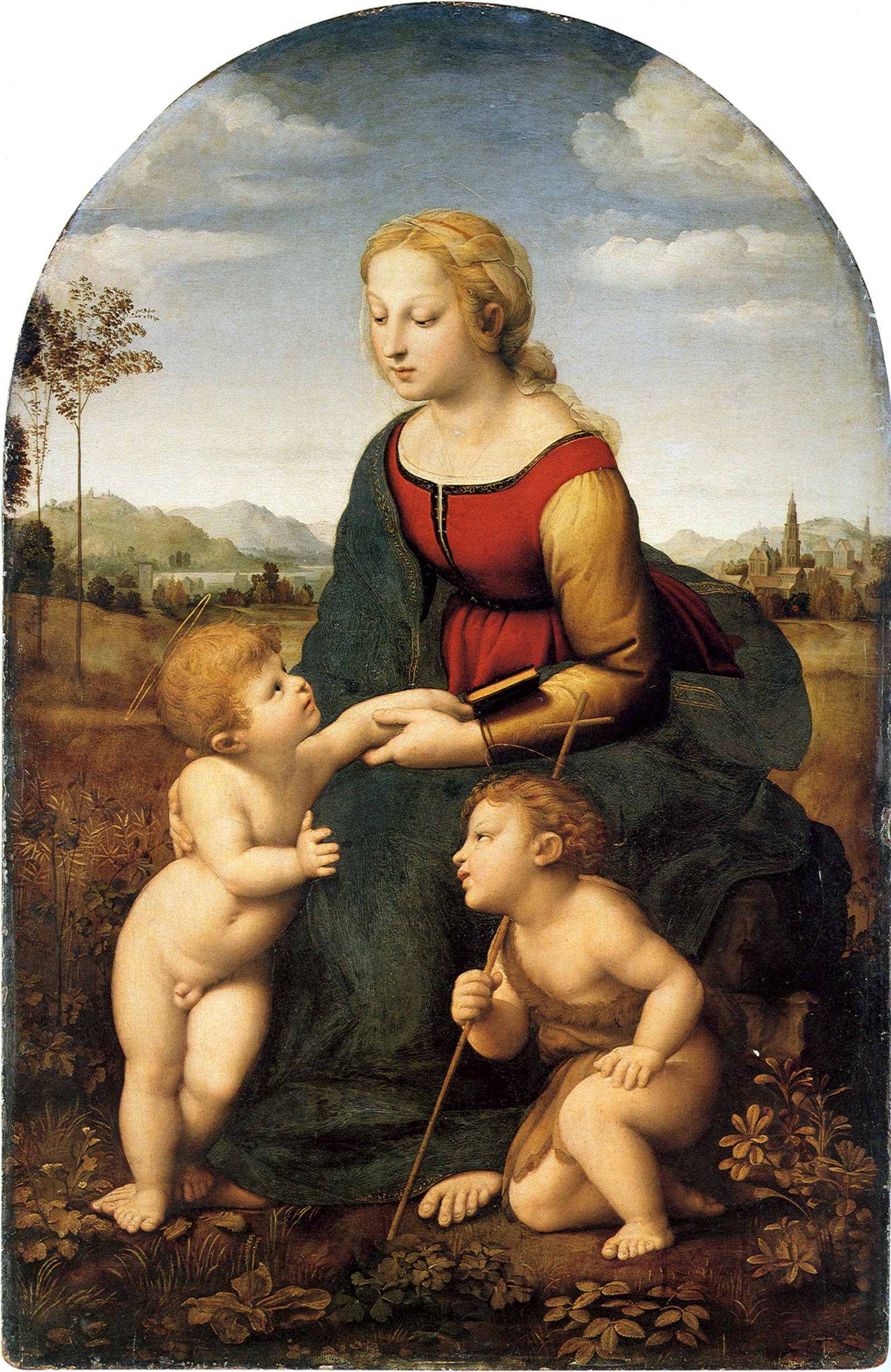
Belle Jardinière